# 마티아스 소울레
마티아스 소울레 말바노 (Matías Soulé Malvano, 2003년 4월 15일 ~ )는 아르헨티나의 축구 선수이며, AS 로마에서 공격형 미드필더 또는 라이트 윙어로 뛰고 있다.